# Roger Rueff

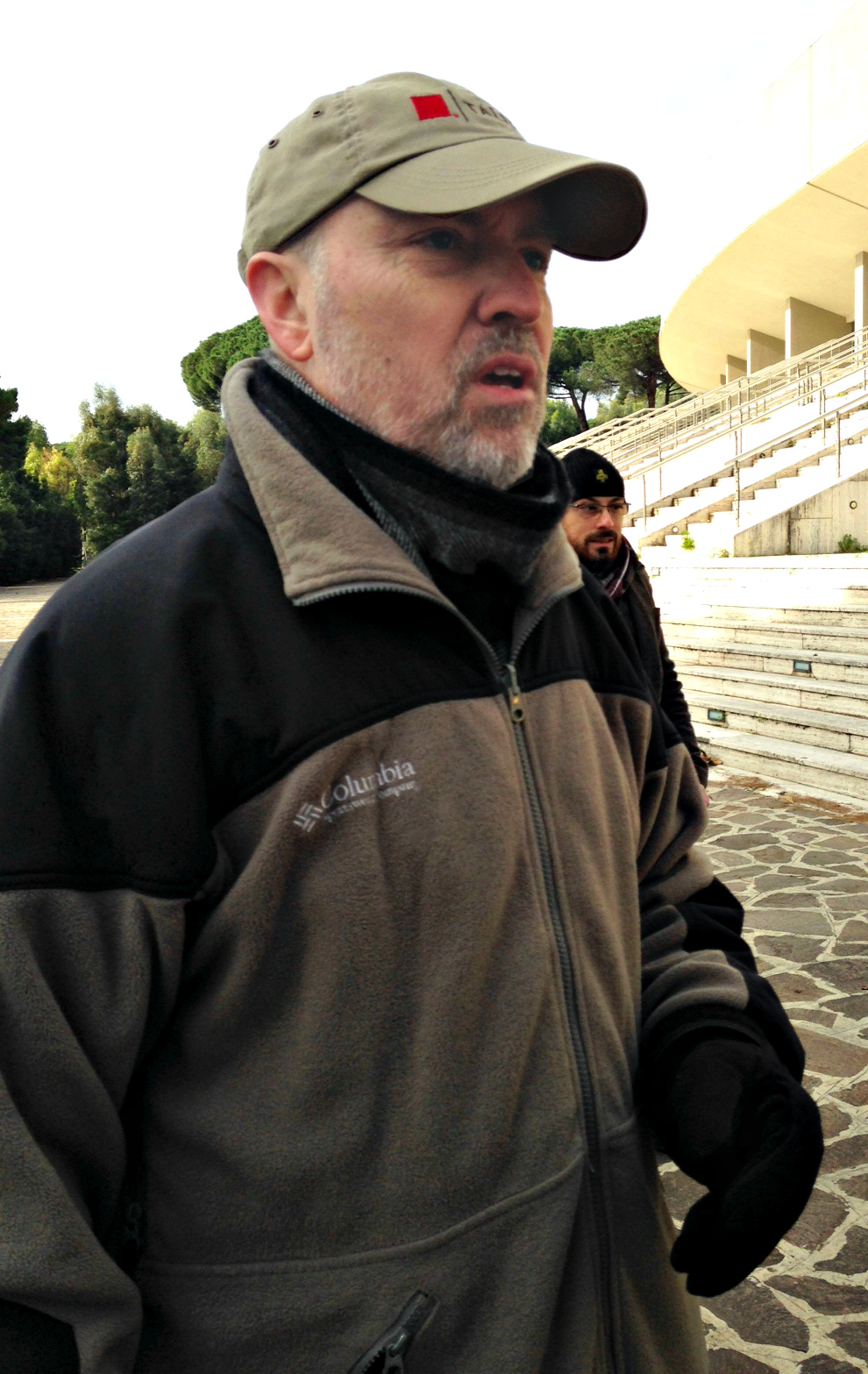
Roger Rueff

Roger Rueff (13. Dezember) ist ein US-amerikanischer Schriftsteller und Autor zahlreicher Theaterstücke und Drehbücher. Er gewann mehrere Auszeichnungen.

## Werdegang
Rueff kam im kalifornischen Upland zur Welt, wuchs aber in Denver auf, der Hauptstadt des US-Bundesstaates Colorado. Für sein Studium der Chemie blieb er in seinem Bundesstaat und erwarb 1978 an der staatlichen Technischen Universität Colorado School of Mines (CSM) in Golden den akademischen Grad des Bachelor. Es folgten drei Jahre Berufstätigkeit als Verfahrenstechniker bei der Marathon Oil Co. am Standort Lafayette, Louisiana. Anschließend kehrte er an seine Alma Mater für eine Promotion in Chemieingenieurwesen zurück, die er Mitte der 1980er Jahre erfolgreich abschloss. Nach diesem Schritt ging es beruflich weiter in die Forschungsabteilung von Amoco und geographisch nach Naperville, Illinois. Dort fing er an, sich in seinem Vorort am Laientheater zu beteiligen sowie Bühnenwerke zu verfassen, nachdem er zuvor bereits an Kurzgeschichten und Gedichten gearbeitet hatte.
Anlässlich der Premiere seines Stücks Hospitality Suite im Jahr 1992 auf der Nebenbühne beim South Coast Repertory in Costa Mesa, Kalifornien, berichtete er der Los Angeles Times, dass seine berufliche Laufbahn eine „Karriere“ sei, das in seiner Freizeit und in der Nacht umgesetzte Schreiben von Theaterstücken, weshalb er im Regelfall nur auf viereinhalb Stunden Schlaf käme, dagegen „Berufung“. Nachdem er 1991 erste Lesungen seines Stücks im Victory Gardens Theater in Chicago und im Manhattan Theatre Club in New York vornehmen konnte, folgte die erstmalige Zusammenarbeit mit einem Agenten.
Tatsächlich folgte er bereits im Jahr 1992 seiner Berufung und verließ Amoco, wo er seine schriftstellerischen Ambitionen stets für sich behielt. Bereits im Folgejahr wurde mit „So Many Words“ – das den Ted Schmitt Award und die Auszeichnung als bestes Stück vom Los Angeles Drama Critics Circle erhielt und auch beim Drama-Logue Award als bestes Stück ausgezeichnet wurde – ein weiteres Werk erstmals auf einer Bühne aufgeführt. Das blieb dann für einige Jahre der einzige relevante Erfolg Rueffs.
Rueff zog im Jahr 1999 dann aber internationale Aufmerksamkeit auf sich, als Hospitality Suite unter dem Titel The Big Kahuna mit Kevin Spacey und Danny de Vito in den Hauptrollen verfilmt und beim Toronto International Film Festival im September 1999 uraufgeführt wurde. Die Initiative zur Verfilmung ging dabei vor allem von Spacey aus, der früh mit Hospitality Suite und dem Regisseur John Swanbeck in Kontakt gekommen war und das Stück unbedingt mit seiner neugegründeten Gesellschaft Trigger Street Prods umsetzen wollte. Insgesamt verstrichen für das Projekt sieben Monate – beginnend mit dem Verfassen des Skripts, für das Rueff einige Teile des Theaterstücks strich und neue Szenen ergänzte, und abschließend mit dem Dreh im Februar 1999, der in 16 Tagen abgeschlossen wurde.
Im Folgejahr wurde die Verfilmung in der mit 10.000 USD dotierten Kategorie „Sundance Feature Film“ für den Humanitas-Preis nominiert. In der mittlerweile in „Independent Film“ umbenannten Kategorie setzte sich „Love And Basketball“ von Gina Prince-Bythewood durch.
Später folgten als Theaterstücke noch „Exchange of Vows“, „The Imperative“, „Hunger's End“ und „The Company of Reasonable Persons“. Unter dem Titel „Fifty Things I Want My Son To Know“ hat Rueff auch eine Sammlung poetischer Sprichwörter geschrieben.
Gemeinsam mit dem Italiener Fulvio Iannucci setzte Rueff im Jahr 2012 zudem die animierte Webserie Boys & Girls um. Auftraggeber war das Gesundheitsprogramm der Europäischen Union.
Zwischenzeitlich, genauer: im Jahr 2005, wurde Rueff in den Vorstand der Independent Writers of Chicago gewählt. Später wurde er Präsident der Vereinigung.

## Privates
Ende 1999, rund um die Premiere des Films The Big Kahuna, war Rueff Vater eines zehnjährigen Sohnes aus einer zu diesem Zeitpunkt bereits geschiedenen Ehe.
Als zweites Standbein neben seiner Arbeit als Schriftsteller und Autor hat Rueff die Gesellschaft Write Now, Inc. ins Leben gerufen, die sich auf Dienstleistungen rund um die Unternehmenskommunikation spezialisiert hat.